# Julian Klaczko
Julian Klaczko, właśc. Jehuda Lejb (ur. 6 listopada 1825 w Wilnie, zm. 26 listopada 1906 w Krakowie) – polski krytyk literacki, historyk sztuki, publicysta polityczny, eseista, c.k. radca dworu.

## Życiorys

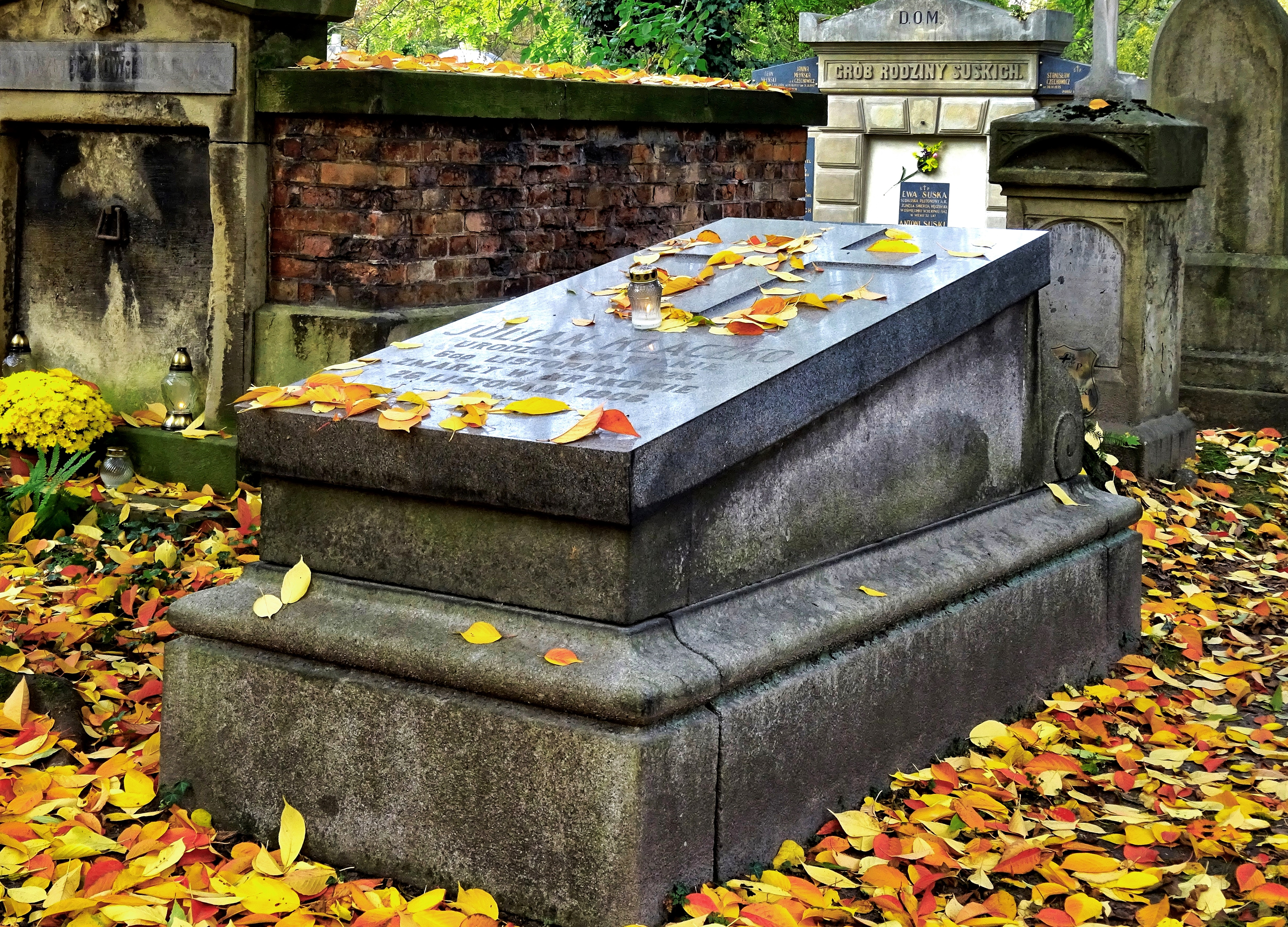
Grób Juliana Klaczki na Cmentarzu Rakowickim w Krakowie

Pochodził z zamożnej rodziny żydowskiej, był synem kupca Hersza Lejba i Taby Lei Gruendberg. Uczęszczał do gimnazjum w Wilnie, następnie studiował filozofię na uniwersytecie w Królewcu (1842-1847, uzyskał w 1847 doktorat na podstawie pracy De rebus Franco-Gallicis saeculi XV), skąd przeniósł się do Heidelbergu, gdzie związał się z Georgiem Gervinusem i jego liberalnym „Deutsche Zeitung”. W 1848 r. przedostał się do Wielkiego Księstwa Poznańskiego, by zaciągnąć się do oddziałów Mierosławskiego. W czasie powstania wielkopolskiego brał udział w pracach Komitetu Narodowego, a jako kurier jeździł do Berlina. Przyjaźnił się z Dezyderym Chłapowskim (od czasu powstania).
Po upadku insurekcji i zerwaniu z pobudek ideowych z niemieckimi liberałami, udał się na emigrację do Paryża. W tym czasie zdecydował się na zmianę wyznania na katolickie (chrzest i zmiana nazwiska w 1856). W Paryżu został współwydawcą emigracyjnych „Wiadomości Polskich” (1856-1862) oraz pisał do francuskich „Revue de Paris”, „Revue Contemporaine” i „Revue des Deux Mondes” (od 1862). Z tego okresu znany jest jego atak na rodzący się nurt realistyczny w Polsce, który przybrał formę ostrej krytyki powieści Józefa Korzeniowskiego Krewni. Był również nauczycielem prywatnym synów Zygmunta Krasińskiego oraz współpracował z Hotelem Lambert. Od 1856 członek Komitetu Wydawniczego Towarzystwa Historyczno-Literackiego w Paryżu.
Podczas powstania styczniowego brał udział w jego akcji dyplomatycznej. Po upadku powstania działał w Galicji na rzecz zbliżenia z rządem austriackim. W 1870 r. został mianowany austriackim radcą dworu przy Ministerstwie Spraw Zagranicznych. Przez krótki czas (do klęski Francji w 1871 r.) miał bezpośredni wpływ na politykę europejską. Korespondent Akademii Francuskiej (1888), członek Akademii Umiejętności w Krakowie (1872), doktor honoris causa Uniwersytetu Jagiellońskiego (1887), członek honorowy Poznańskiego Towarzystwa Przyjaciół Nauk (1861), komandor Legii Honorowej (1896). W latach 1870–1871 pełnił mandat poselski do Sejm Krajowy (Galicja). Dom rodzinny Klaczki opisał Józef Ignacy Kraszewski w Powieści bez tytułu.
Honorowy obywatel miasta Rzeszowa (1870).
Pochowany został na cmentarzu Rakowickim w Krakowie, w kwaterze 1.

## Twórczość
Klaczko debiutował w 1838 w Wilnie wierszem Moja pierwsza ofiara w języku polskim i hebrajskim.
Był historykiem i krytykiem sztuki. Zajmował się m.in. historią sztuki włoskiej. W publikacji Wieczory florenckie (wydanie oryginalne Causeries florentines, 1880; tłumaczenie polskie Stanisław Tarnowski) omówił twórczość m.in. Dantego oraz Michała Anioła.
W Rzym i Odrodzenie. Julisz II także zajął się twórczością Michała Anioła (polski przekład Antoniny Morżkowskiej ukazał się w 1900).
Klaczko zajmował się także krytyką literacką i polską literaturą romantyczną. Artykuły z tego zakresu publikował m.in. w paryskich „Wiadomościach Polskich”. W tekstach nie ukrywał swoich gustów literackich. Chętnie sięgał po pamflet, którego stał się wybitnym twórcą. Przykładem jego pamfletów są krytyczne omówienia powieści Korzeniowskiego Krewni oraz poematu Lenartowicza Gladiatorowie.
Był także autorem wielu pism politycznych oraz okolicznościowych poezji. Tłumaczył na język hebrajski Adama Mickiewicza i Józefa Korzeniowskiego. W opinii m.in. Stanisława Tarnowskiego był jednym z najwybitniejszych umysłów XIX-wiecznej Europy.

### Wybrane dzieła
- Sztuka polska (1858)
- Korespondencya Mickiewicza (1861)
- La poesie polonaise au dix-nuevieme siecle et le poete anonyme (1862)
- Poeta bezimienny (1862)
- Półwysep Krymski w poezji (1863)
- Anneksya w dawnej Polsce (1869)
- Św. Franciszek z Asyżu i gotycyzm włoski (1892-1893)
- Rzym i Odrodzenie. Juliusz II (1898)
- Pisma polskie (1902)
- Dwaj kanclerze. Książę Gorczakow, książę Bismarck (1905)